# SO (system operacyjny)
SO – rodzina systemów operacyjnych dla maszyn serii ZAM-41. Obejmowała następujące systemy operacyjne:
- SO 41,
- SO 141,
- SO 241.

Konkrety pakiet oprogramowania dla instalowanego egzemplarza zestawu komputerowego, tworzony z tzw. „ogólnej biblioteki” oprogramowania maszyn ZAM-41, obejmujący między innymi wymienione systemy operacyjne, dobierany był na podstawie parametrów określających konfigurację danej maszyny i rodzaj koniecznego oprogramowania, wynikający z przeznaczenia systemu. Dla tak określonych parametrów generowana była odpowiednia dla danej konfiguracji i przeznaczenia wersja systemu.
Pierwszym opracowanym systemem dla ZAM-41 był system SO 41. Następnie został opracowany i wdrożony system SO 141, który zastąpił dotychczasowy. System SO 41 z czasem był eksploatowany już tylko sporadycznie, ale przestał być rozwijany. Planowano i rozpoczęto także projektowanie systemu SO 241.
Głównym elementem systemu SO 141 był „supervisor”. Program ten zarządzał obsługą urządzeń wejścia-wyjścia oraz realizował podział czasu między poszczególne programy, jednocześnie załadowane do pamięci operacyjnej (przy czym najczęściej spotykane systemy generowane były albo dla pojedynczych programów przy mniejszych zestawach, albo dla maksymalnie dwóch równocześnie uruchomionych programów).  Programy składające się na system napisane zostały w języku PJES, i zapisane zarówno w postaci źródłowej, za pomocą języka SMAD, jak i po translacji w postaci binarnej na taśmach magnetycznych. Sam system wygenerowany dla danej konfiguracji, w postaci binarnej, gotowy do użycia, zapisany był i ładowny do komputera z taśmy magnetycznej, przy czym główna część, tzw. „rezydent” ładowany był do pamięci operacyjnej, a pozostała część na bęben magnetyczny, skąd poszczególne podprogramy wczytywane były do pamięci jedynie w razie potrzeby. Ten system był rozwijany zachowując wcześniejsze cechy użytkowe. Kolejne wersje rozwojowe oznaczane były kolejnymi kodami trzech cyfr.
System wczytywany był do komputera za pomocą programu ładującego, który umożliwiał określenie które elementy systemu mają być włączone do ładowanej konfiguracji, przy czym dostępna była konfiguracja standardowa oraz metody uproszczone ładowania systemu. Takie możliwości były niezbędne ze względu na ograniczone zasoby fizyczne maszyny i konieczność dostosowania oprogramowania do planowanych zadań.